# Banca di Lituania
La Banca di Lituania (in lituano Lietuvos bankas) è la banca centrale della Repubblica di Lituania. L'istituto è membro del Sistema europeo di banche centrali e il presidente è Gediminas Šimkus. Fino al 2015, la Banca di Lituania era responsabile dell'emissione della oggi non più emessa valuta lituana, il litas.

## Funzioni primarie
Secondo il sito web ufficiale dell'ente, la Banca di Lituania svolge queste funzioni principali:
mantenere la stabilità dei prezzi, formulare e attuare la politica monetaria, in qualità di agente del Tesoro dello Stato.

## Direttori di banca
Di seguito una lista dei direttori dell'istituto bancario:
- Vladas Jurgutis (1922-1929)
- Vladas Stašinskas (1930-1939)
- Juozas Tūbelis (1939)
- Juozas Paknys (1939-1940)

Presidenti del consiglio di amministrazione della Banca di Lituania:
- Bronius Povilaitis (1990)
- Vilius Baldišis (1990-1993)
- Romualdas Visokavičius (1993)
- Kazys Ratkevičius (1993-1996)
- Reinoldijus Šarkinas (1996-2011)
- Vitas Vasiliauskas (2011-2021)
- Gediminas Šimkus (dal 2021)

## Gestione e struttura
La Banca viene gestita da un consiglio composto da un presidente, due vicepresidenti e due membri. L'organigramma amministrativo prevede un servizio di supervisione e dieci dipartimenti: Economia, Statistica, Operazioni di mercato, Relazioni internazionali, Sistemi di pagamento, Contanti, Contabilità, Informatica, Servizi generali e Sicurezza; inoltre, vi sono sei divisioni autonome (audit interno, legale, organizzazione e personale, relazioni generali e pubbliche, gestione dei rischi) e filiali della Banca di Lituania situate a Kaunas e Klaipėda. Esiste anche un museo di numismatica gestito da tale ente statale.